# Brücke Budapester Straße
Die Brücke Budapester Straße ist eine Straßenbrücke in Dresden, die nach der über sie verlaufenden Budapester Straße benannt ist. Die Brücke ist 850 Meter lang und überspannt das westliche Gleisfeld des Dresdner Hauptbahnhofs, eine zweigleisige Strecke der Dresdner Straßenbahn und die Ammonstraße (26er Ring).

## Lage
Die Brücke Budapester Straße befindet sich im Südwesten der Dresdner Innenstadt. Sie bildet die Grenze zwischen der Wilsdruffer und der Seevorstadt. Die Wilsdruffer Vorstadt und der westliche Teil der Seevorstadt werden weitgehend zum Stadtteil Wilsdruffer Vorstadt/Seevorstadt-West zusammengefasst. Die Grenzen des Stadtteils und der Gemarkung Altstadt I verlaufen direkt südlich der Brücke.
Das Bauwerk beginnt kurz hinter der Einmündung der Wielandstraße in die Budapester Straße. Es besteht aus zwei Richtungsfahrbahnen, die auf zwei „Einzelbrücken“ zuerst die Bahnstrecke und dann den Betriebshof des Regionalverkehrs Sächsische Schweiz-Osterzgebirge passieren. Danach zweigen von beiden Teilen Zweigstraßen ab, die die Brücke ähnlich wie bei Anschlussstellen auf Autobahnen mit der Ammonstraße verbinden. Eine weitere Rampe zweigt kurz nach Brückenende in Fahrtrichtung Dippoldiswalder Platz ab und führt zur anderen Richtungsfahrbahn der Ammonstraße. In der entgegengesetzten Fahrtrichtung ist so eine Rampe aus Platzmangel nicht vorhanden.
Wird die Brücke vollständig überfahren, führt die Budapester Straße, nachdem sie die Josephinenstraße kreuzt, weiter bis zum Dippoldiswalder Platz, an dem sie sich in Waisenhausstraße und Dr.-Külz-Ring aufspaltet.

## Geschichte

### Vorgängerbauten
Vor dem Zweiten Weltkrieg gestaltete sich die Straßenführung in der westlichen Dresdner Innenstadt grundlegend anders. Bis in die 1960er Jahre waren in der Nähe der heutigen Brücke Budapester Straße drei Brücken vorhanden. Die Falkenbrücke war die bedeutendste und überspannte die Bahnlinie etwas weiter westlich als die heutige. Die Straße setzte sich nach dem Ende der Brücke über Sternplatz, Annenkirche und Annenstraße zum Postplatz fort. Die Hohe Brücke befand sich näher am Hauptbahnhof und führte von der Bismarckstraße (heute Bayrische Straße) in der Nähe der Einmündung der Hohen Straße über die Bahnanlagen zum Plauenschen Platz, von dem Anschluss an die Ammonstraße und über die Große Plauensche Straße auch an den Dippoldiswalder Platz bestand. Am nächsten kommt die ehemalige Chemnitzer Brücke dem heutigen Brückenverlauf. Sie begann kurz nach der Kreuzung der damaligen Chemnitzer Straße mit der Wielandstraße und endete ebenfalls am Plauenschen Platz. Im Bereich des Plauenschen Platzes liegen heute die Verbindungsrampen zwischen Brücke Budapester Straße und Ammonstraße.
Die drei Brücken wurden 1945 durch die Luftangriffe auf Dresden beschädigt, konnten aber weitergenutzt werden. Das durch die Kriegszerstörungen brachliegende Gelände in diesem Teil der Seevorstadt wurde anschließend nicht getreu den historischen Straßenzügen wiederaufgebaut. Zudem stand die geringe lichte Höhe der Bauwerke der Elektrifizierung der Bahnstrecke im Weg. Die drei Brücken wurden zwischen 1965 und 1967 abgerissen.

### Bau der heutigen Brücke

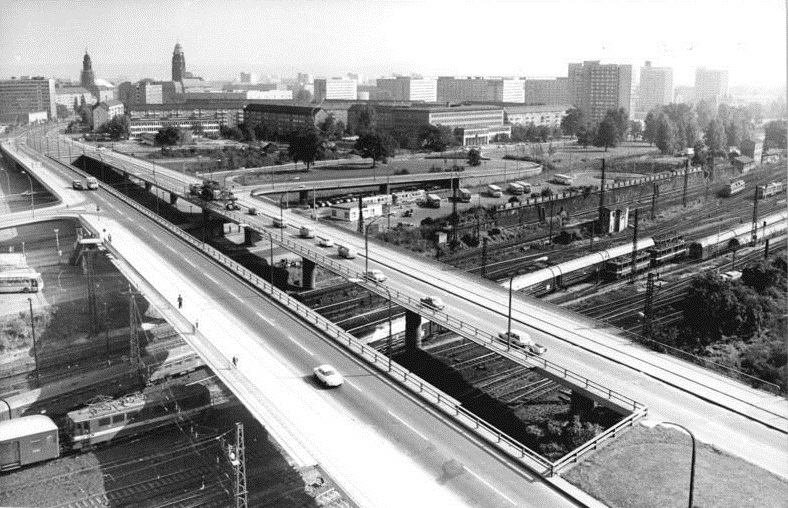
Die Brücke im Oktober 1977, Blickrichtung Innenstadt

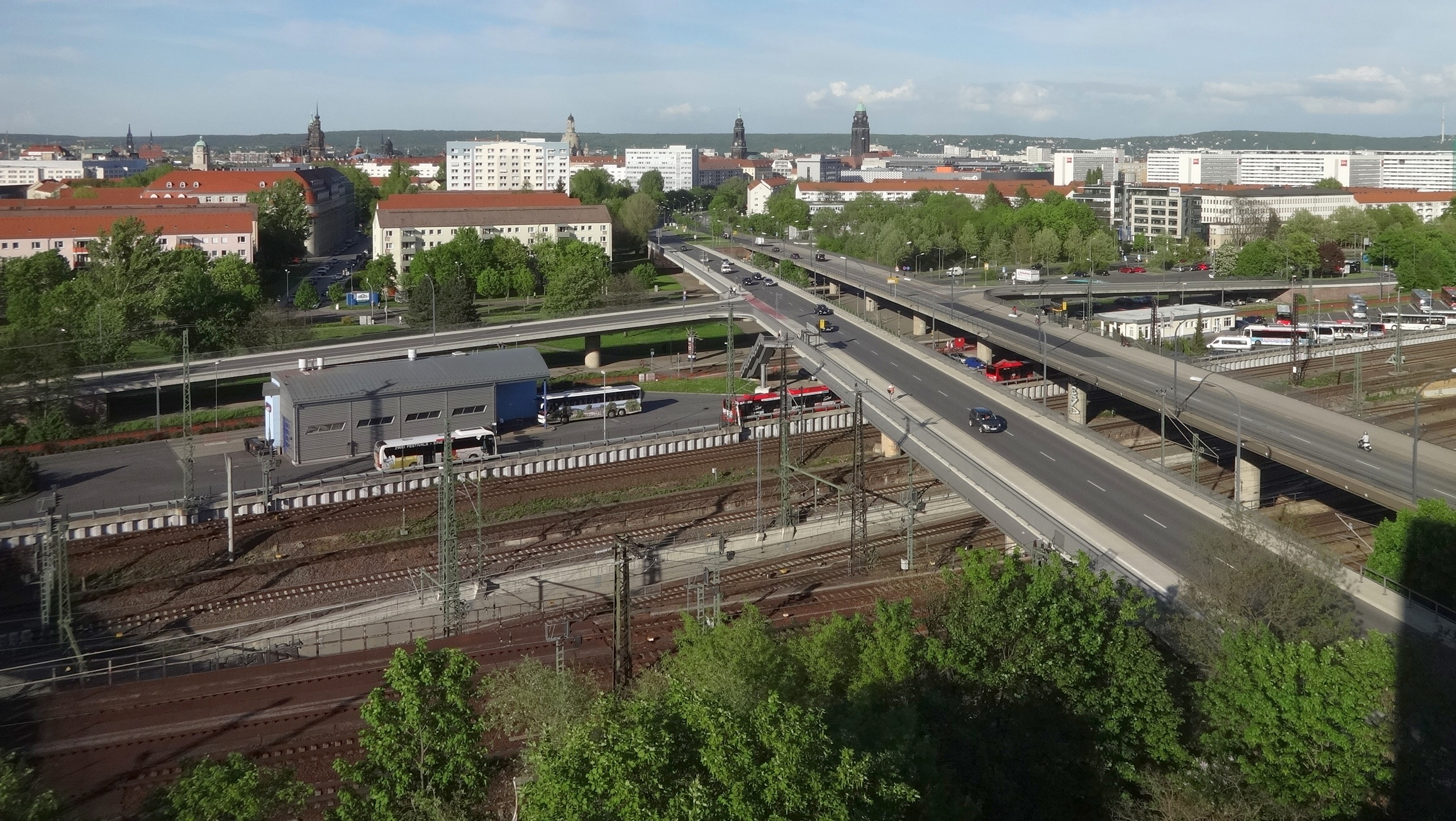
Ähnlicher Blick 2015

Ab 1963 begann der Neubau der alten Chemnitzer Straße als vierstreifiger Verkehrsweg Budapester Straße ab der Nossener Brücke. Dessen wichtigster Bestandteil war die neue, auf 22 Pfeilern gegründete und bis heute in ihrer Verkehrsführung kaum geänderte Spannbetonbrücke. Für den Bau mussten im Vorfeld 120.000 Kubikmeter Trümmer aus dem Zweiten Weltkrieg beräumt werden. Der Architekt des Bauwerkes war Eckhardt Thürmer. Insgesamt wurden in den Verkehrszug 9,75 Millionen DDR-Mark investiert; der Brückenbau hatte daran einen Anteil von 8,5 Millionen Mark.

### Sanierungen
1990 wurden die Fahrbahnbeläge und die Dichtungen der Brücke erstmals saniert. Eine Sanierung mit einem nicht erprobten Verfahren 2002 scheiterte (Kosten: 4 Millionen Euro). Ab September 2010 wurde die Brücke saniert, nachdem größere Schäden im Inneren des Bauwerks entdeckt wurden. Die Arbeiten dauerten für beide Brücken bis November 2012 und kosteten 4,3 Millionen Euro.
Die Brücke Budapester Straße ist eine Schwesterbrücke der im September 2024 teilweise eingestürzten Carolabrücke und der seit November 2024 gesperrten Elbebrücke Bad Schandau. Die Brücken wurden von derselben Baufirma mit Stahl derselben Herkunft errichtet. Von den drei Brücken ist die Brücke Budapester Straße die älteste. Um Spanndrahtbrüche innerhalb der Brücke sofort zu erfassen und neugebildete Risse im Beton vor der Sichtbarkeit an der Oberfläche erkennen zu können, wird die Brücke mit über 100 Sensoren ausgestattet. Der Kosten dafür betragen etwa 1,7 Millionen Euro für drei Jahre.

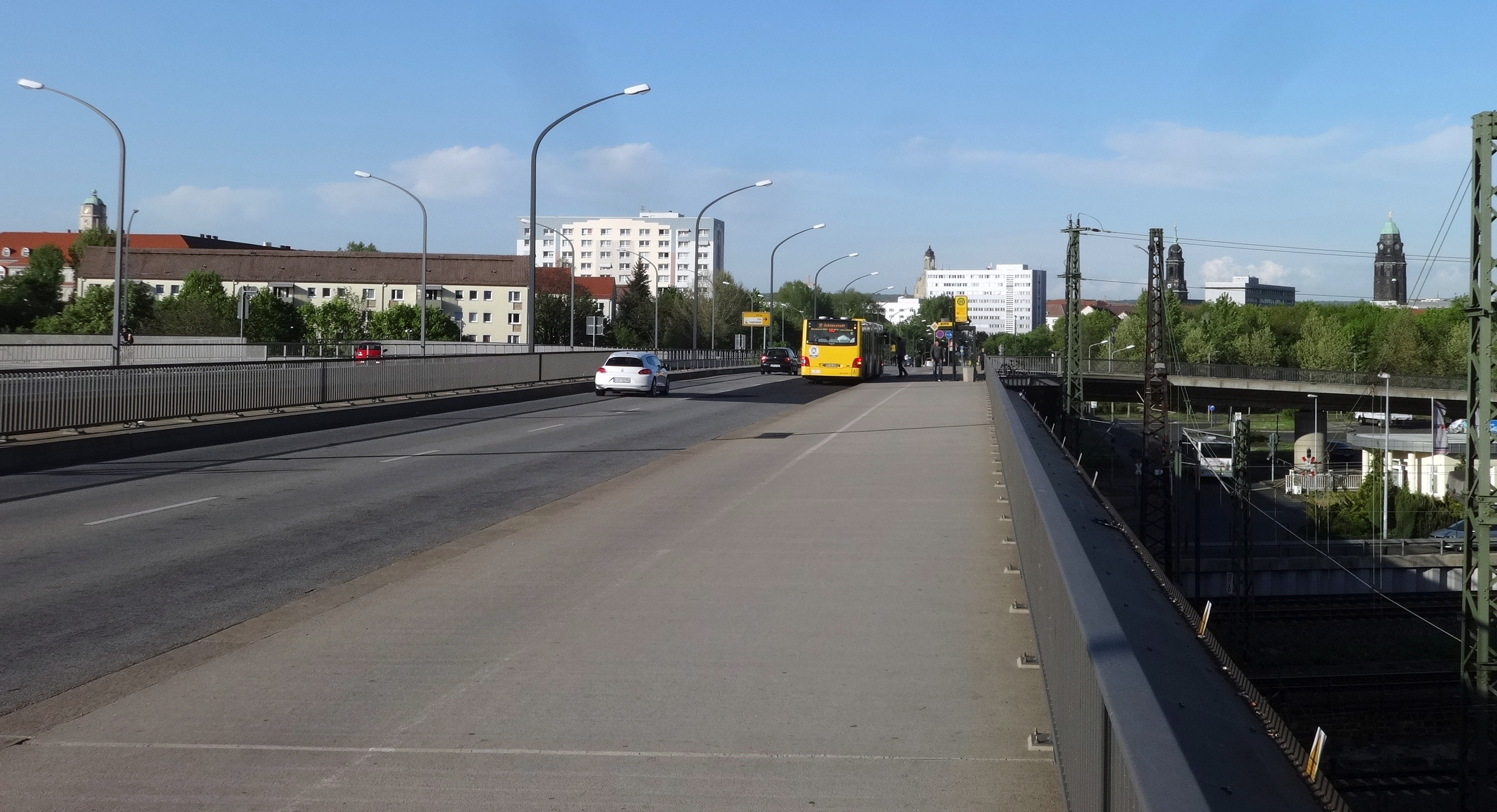
Südöstliche Richtungsfahrbahn (stadteinwärts) der Brücke mit Bus der Dresdner Verkehrsbetriebe

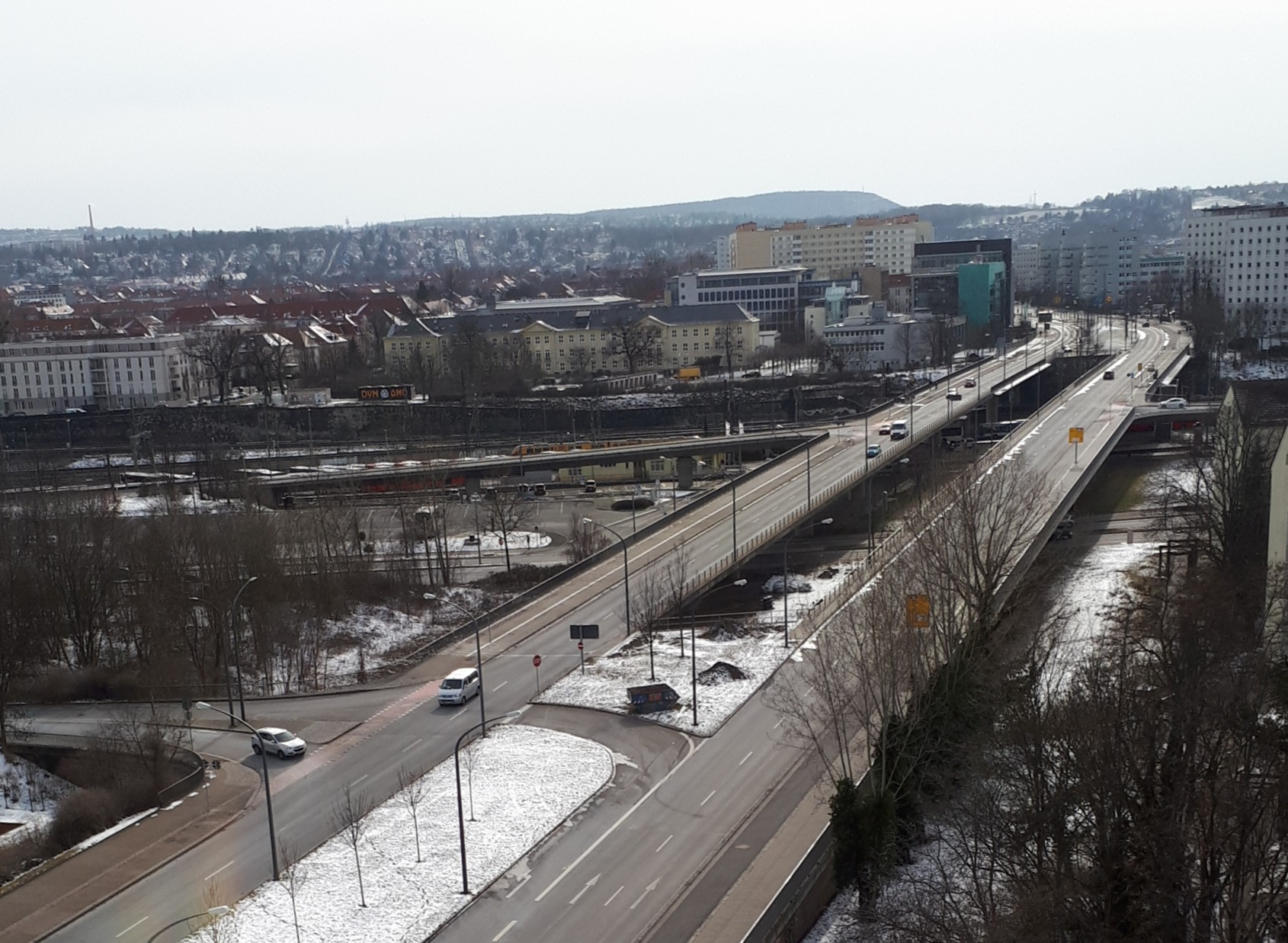
Ansicht von Nordosten

## Verkehr
Die Brücke Budapester Straße hat für jede Fahrbahn zwei Fahrstreifen und kann durch die Rampen ohne Ampelregelungen überfahren werden. Die Buslinie 62 (Dölzschen–Johannstadt) der Dresdner Verkehrsbetriebe hat eine Bushaltestelle auf der Brücke. Über Treppen gelangt man zur unter der Brücke liegenden Haltestelle der Straßenbahn Dresden.